# 聖德芬

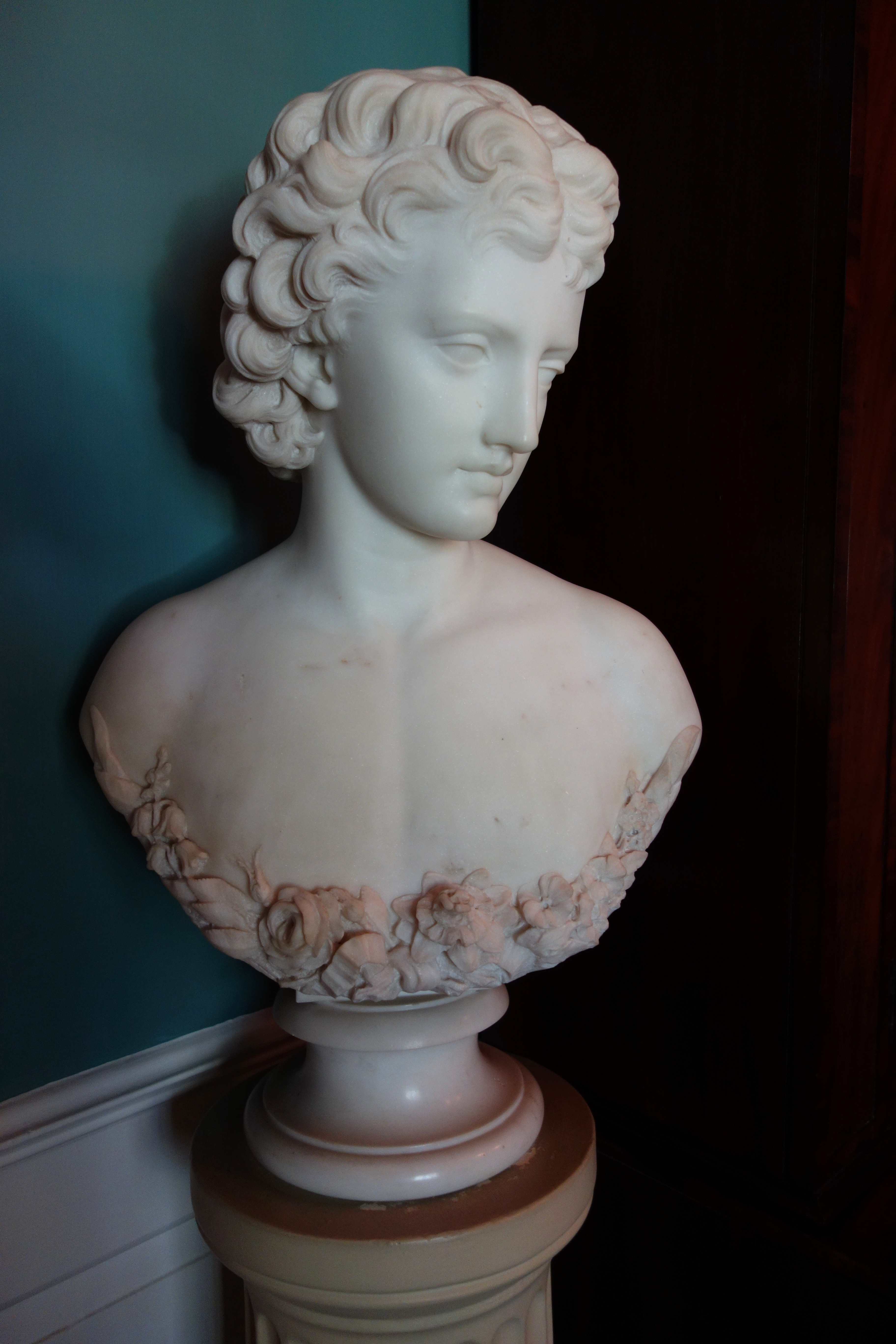
「聖德芬」，由佛羅倫斯·弗里曼雕刻

聖德芬（希伯來語：סָנְדַלְפוֹן，意為「神的同伴」；英語：或），或稱作尚達奉，是一位在猶太教與基督教出現的天使長。聖德芬於拉比文學與早期的基督教中擁有很高的地位，而在卡巴拉、米德拉什、塔木德中也有他的存在。

## 由來
一些關於聖德芬的文獻認為他就是以利亞，在其升天後提升為天使，最終成為天使長。但這卻與提到梅塔特隆為年紀最小的天使的文獻起差錯，因為梅塔特隆相傳為以諾於天堂化成的天使，以諾在八千五百年前誕生，而以利亞則在二千五百多前出生。雖然說是如此，但也有一些文獻指聖德芬和梅塔特隆為攣生兄弟。

## 形象特徵
根據不同的文獻，聖德芬的形象各有不同，但多被描述為一個極其高大的天使，身高比希丹爾高大約500多米。而這也可從摩西到達第三重天，看見聖德芬時便稱他為「高大的天使」中證明得到。
在巴比倫塔木德中稱聖德芬的頭可達天頂，這也間接表示他和希臘神話中的怪物堤豐有關聯。堤豐的形象很可能便來自於聖德芬。
而在所羅門之鑰中聖德芬則被劃定為「約櫃左方的女性智天使」。

## 職責

卡巴拉的生命樹，第十質點「王國」位於最下方

在住棚節的禮儀中，他相信聚會的信徒們的祈禱，並為祈禱的人們製作花環，然後嚴令他們成為拿着寶珠的「至高無上的王中王」。在天堂中他則是主司聖歌，管理力量、美麗以及生命的天使。聖德芬也會給尚處母親腹中的胎兒劃分性別。另外他還是人類的「心理治療師」，被迷惑中的人都經常向聖德芬求助。
根據以諾書第3章的記載，聖德芬是第六重天的首領，但在《光輝之書》的記載中他卻是第七重天的統治者。而在伊斯蘭教的傳說中，他則住第四重天中。
而在卡巴拉的生命樹中，聖德芬則是第十質點「王國」（Malchut）的守護天使，象徵着水晶、地球、數字10與檸檬黃色，橄欖綠色，赤褐色和黑色四種顏色。

## 大眾文化
- 輕小說《約會大作戰》——精靈〈公主〉夜刀神十香的天使〈鏖殺公〉。
- 遊戲《碧藍幻想》——天司長聖德芬
- 遊戲《怪物彈珠》——聖德芬
- 輕小說《〈Infinite Dendrogram〉-無盡連鎖-》——「般若」之般若的創胎:〈幽閉天使 聖德芬〉

## 参見
- 大天使
- 生命樹 (卡巴拉)